# 山本カナコ
山本 カナコ（やまもと かなこ、1970年1月4日 - ）は日本の女優。兵庫県出身。劇団☆新感線所属。マネジメントはヴィレッヂ。1990年、『髑髏城の七人』より劇団☆新感線に参加。

## 出演作品

### 舞台
- 髑髏城の七人 （1990年、1997年、2004年、2011年） - お佳奈（1990年）、無音/おかな（1997年）、胡蝶丸/無音/おかな（2004年）、緊那羅の生駒（2011年）
- アテルイ （2002年） - 薊 役
- ウーマン・イン・ホワイト （2007年） - アン・キャスリック 役
- 朧の森に棲む鬼（2007年） - フエ 役
- 五右衛門ロック（2008年） - ホッタル族ウレ 役
- 蜉蝣峠（2009年） - お葉 役、ほか
- マニアック（2019年） - 看護師 役
- 劇団☆新感線41周年春興行　Yellow⚡新感線『月影花之丞大逆転』（2021年） - 山本山本子 役
- 薔薇とサムライ2 -海賊女王の帰還-（2022年） - カノーラ 役
- 天號星（2023年）[2] - 神降ろし堂・おこう 役
- バサラオ（2024年）[3]
- 紅鬼物語（2025年）[4]
- 爆烈忠臣蔵〜桜吹雪 THUNDERSTRUCK（2025年公演予定）[5]

### 映画
- 朧の森に棲む鬼 （2007年）
- 髑髏城の七人 （アオドクロ） （2005年）
- ベイビー・クリシュナ （1998年）
- シン・ゴジラ（2016年） ‐ 大井理恵[6]